# Suchowola
Suchowola je město v severovýchodním Polsku v Podleském vojvodství v okrese Sokůlka. Je sídlem stejnojmenné městsko-vesnické gminy, zahrnující 19 sídel. Rozkládá se na obou březích řeky Olszanka. V roce 2024 zde žilo 2 034 obyvatel.

## Historie
Suchowola byla založena v 16. století. První zmínky o místě pocházejí z roku 1576. V 17. století zde vznikla silná židovská komunita. V roce 1770 polský král Stanislav II. August Poniatowski udělil sídlu městská práva. Roku 1775 královský astronom a kartograf Szymon Antoni Sobiekrajski publikoval zprávu, ve které označil Suchowolu za přesný geografický střed Evropy. Mezi lety 1795 až 1807 město patřilo Prusku, následně do roku 1918 Rusku a posléze Polsku.
V roce 1939 bylo město připojeno k německé říši. V červenci 1941 zorganizovali polští občané v Suchowoly pogrom proti svým židovských spoluobčanům. Během druhé světové války přišla o mnoho svých občanů a v důsledku úbytku obyvatel byla Suchowole v roce 1950 odebrána městská práva. Od roku 1959 ve městě působí Dechový orchestr mládeže, držitel mnoha národních i mezinárodních ocenění a cen. V letech 1975–1998 byla součástí Białystockého vojvodství, od roku 1999 přísluší k Podleskému vojvodství.
Dne 1. ledna 1997 se Suchowola znovu stala městem.

## Pamětihodnosti

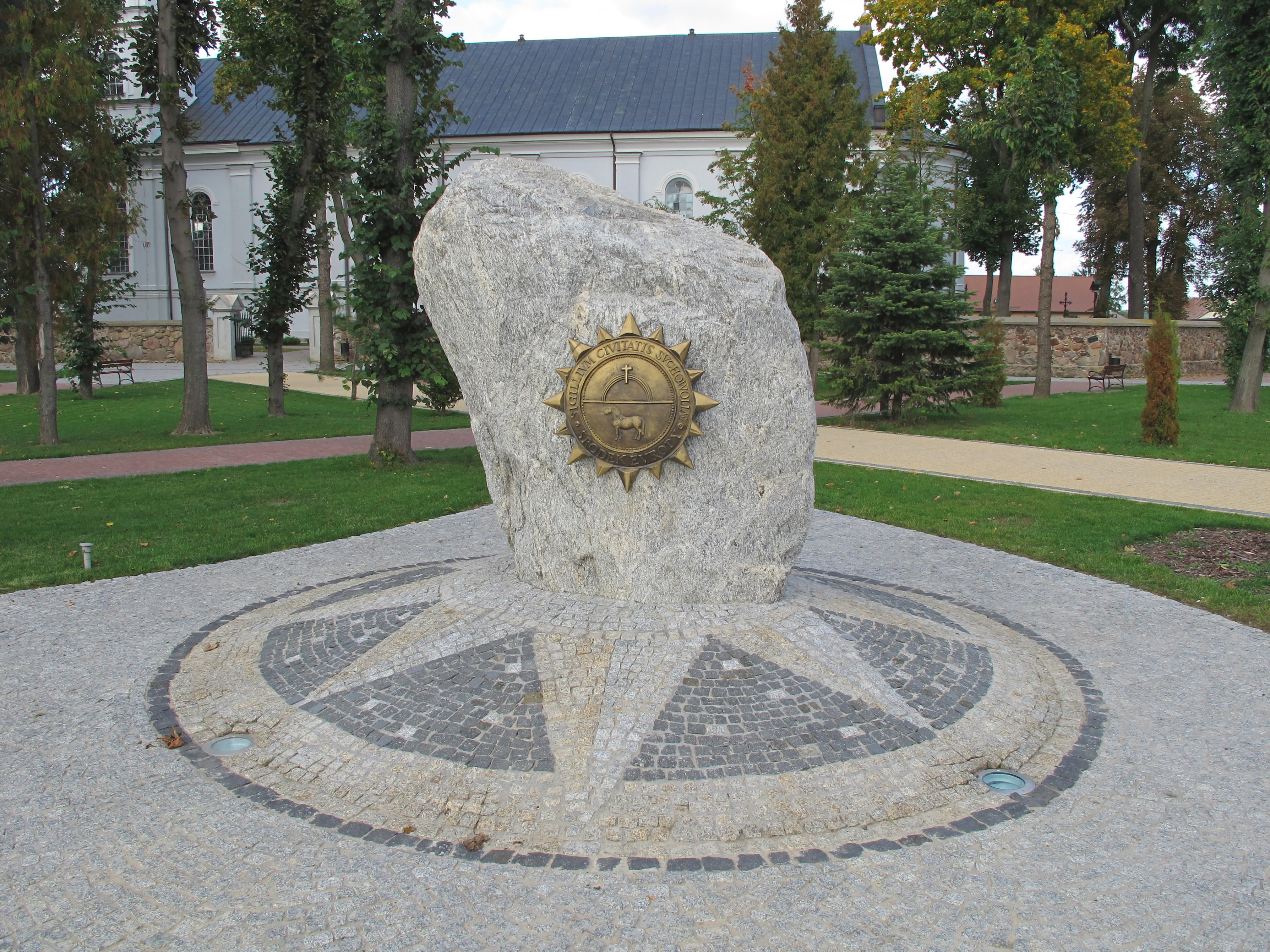
Bludný balvan označující střed Evropy

V centru města stojí bludný balvan, který označuje geografické střed Evropy.

## Osobnosti
- Blízko Suchowoly se narodil Jerzy Popiełuszko, polský římskokatolický kněz spojený se Solidaritou a zavražděný příslušníky komunistické tajné policie.